# Atypophthalmus sedatus
Atypophthalmus sedatus là một loài ruồi trong họ Limoniidae. Chúng phân bố ở miền Australasia.